# Nicolas Bourbaki
Nicolas Bourbaki is het collectieve pseudoniem van een groep van wiskundigen uit voornamelijk Frankrijk uit de 20e eeuw. Beginnend in 1935 schreef de groep een reeks boeken waarin de moderne wiskunde uiteen werd gezet met het doel de hele wiskunde te baseren op de verzamelingenleer. De groep streefde uiterste strengheid en algemeenheid na en introduceerde daartoe veel begrippen.
De groep heet officieel Association des collaborateurs de Nicolas Bourbaki en heeft een kantoor in de École Normale Supérieure in Parijs. Onder wiskundigen is het gewoon over Nicolas Bourbaki te spreken als over een persoon.
Een van de drijvende krachten achter de oprichting was André Weil. De naam was een idee van Raoul Husson in 1923 en refereert aan de Franse generaal Bourbaki die in de Frans-Duitse Oorlog werd verslagen.

## Boeken
Bourbaki produceerde de volgende boeken:
- I Théorie des ensembles over verzamelingenleer
- II Algèbre over de algebra
- III Topologie générale over topologie
- IV Fonctions d'une variable réelle over functies van één reële variabele, over de analyse
- V Espaces vectoriels topologiques over topologische vectorruimten
- VI Intégration over de integraalrekening
- VII Algèbre commutative over commutatieve algebra
- VIII Groupes et algèbres de Lie over Lie-groepen

Het boek Variétés différentielles et analytiques is een overzicht van resultaten op het gebied van variëteiten, anders dan een volledige behandeling van de theorie. Een laatste deel IX, Théories spectrales, over spectraaltheorie, uit 1983, betekende het vermoedelijke einde van de serie uitgaven, hoewel aan het einde van 20ste eeuw nog een overzicht van resultaten op het gebied van commutatieve algebra is verschenen.
De boeken van Bourbaki zijn standaardwerken op hun terrein geworden, maar zijn vanwege de droge, precieze behandeling van de theorie ongeschikt om als leerboeken te worden gebruikt.
Van Bourbaki stamt het symbool {\displaystyle \varnothing } voor de lege verzameling en de vaktermen injectie, surjectie en bijectie.
Vaak wordt gedacht dat het gebruik van het lettertype blackboard bold voor de verschillende getalverzamelingen ook door Bourbaki zou zijn ingevoerd, maar dit is bijna zeker niet het geval:
1. de symbolen staan niet in de publicaties van Bourbaki rond het moment dat zij elders worden gebruikt, zoals in getypte lecture notes van Princeton-universiteit, door de letters R en C met een I te overtypen, en in het leerboek van Gunning en Rossi over complexe variabelen en
2. Jean-Pierre Serre, een lid van Bourbaki, heeft zich publiekelijk tegen het gebruik ervan uitgesproken, anders dan op een bord.

## Invloed op de wiskunde
De nadruk op strengheid van Bourbaki kan als een reactie worden gezien op het werk van Henri Poincaré die het belang van de intuïtie in de wiskundige benadrukte, al ging dat ten koste van de volledigheid. Het werk van Bourbaki had wereldwijd invloed op wiskundig onderzoek. Er waren ook negatieve reacties, voornamelijk van de kant van de wiskundigen in de klassieke analyse, die de precisie wel goedkeurden, maar de hoge graad van abstractie niet.
De invloed van Bourbaki is met de tijd afgenomen. Gedeeltelijk komt dit doordat sommige van de abstracties niet zo nuttig bleken te zijn als aanvankelijk werd gedacht en ook doordat begrippen die tegenwoordig van belang zijn, zoals de categorietheorie, niet worden behandeld. De theorie van algebraïsche structuren kan redelijk goed geformuleerd worden in bourbakistische termen, hoewel wiskundige structuren in de boeken niet uitvoerig aan de orde komen.

## De groep
Verhalen over de eerste tijd verschillen nogal, maar er verschijnen nu originele documenten. Onder de oprichters die allen waren verbonden aan de École Normale Supérieure in Parijs bevonden zich: Henri Cartan, Claude Chevalley, Jean Delsarte, Jean Dieudonné, René de Possel, Szolem Mandelbrojt en André Weil. Aan het eind van 1934 vond een eerste bijeenkomst plaats waarop ook Jean Leray aanwezig was. Voor de groep echt gevormd was, vielen zij echter af. Anderen die in die dagen deelnamen waren: Laurent Schwartz, Jean-Pierre Serre, Alexander Grothendieck, Samuel Eilenberg en Serge Lang.
De oorspronkelijke doelstelling van de groep was een verbeterde tekst samen te stellen van de analyse, maar al spoedig werd besloten dat een zorgvuldige behandeling van de hele wiskunde nodig was. Er was geen officiële vorm van lidmaatschap, maar de leden moesten de groep na hun 50e verjaardag verlaten. De groep deed in die tijd tamelijk geheimzinnig en hield ervan verkeerde informatie over de groep te geven. Er waren regelmatig bijeenkomsten waarop stevig over elke voorgestelde regel in een boek gediscussieerd werd.
Verhalen
De sfeer in de groep kan worden geïllustreerd door een anekdote, verteld door Schwartz. Dieudonné dreigde geregeld de groep te verlaten als bepaalde onderwerpen niet in de juiste logische volgorde werden behandeld. De anderen haalden hiermee een grap uit toen de vrouw van Godement weleens wilde zien hoe Dieudonné weer z'n vertrek zou aankondigen. Toen zij een keer aanwezig was, bracht Schwartz met opzet opnieuw het idee ter sprake om de volgorde waarin de maattheorie en de topologische vectorruimten werden behandeld om te draaien, wat de gegarandeerde crisis teweegbracht.
Een ander voorbeeld van de humor van de leden met betrekking tot het pseudoniem is hun reactie op een artikel geschreven door R.P. Boas, de hoofdredacteur van Mathematical Reviews. Boas legt daarin uit dat Nicolas Bourbaki het pseudoniem is voor een groep jonge Franse wiskundigen. Al snel daarop ontving de uitgever van Boas' artikel een brief van Nicolas Bourbaki waarin deze in krachtige bewoordingen bezwaar maakte dat zijn bestaansrecht in twijfel was getrokken. Bourbaki zette daarna in zijn brief uiteen dat de BOAS niets anders was dan een pseudoniem voor de redacteuren van de Mathematical Reviews.
De groep koos de naam als verwijzing naar een studentengrap bijgewoond door de eerstejaars Weil, waarin een ouderejaarsstudent, verkleed als een merkwaardige buitenlander, met een zwaar accent een nonsenslezing over wiskunde hield met onzinnige stellingen toegeschreven aan verzonnen wiskundigen en als apotheose de stelling van Bourbaki. Mogelijk verwijst de naam ook naar een standbeeld. Zeker is het een verwijzing naar de wiskunde uit de Griekse oudheid.